# MOL Cup 2017/2018
MOL Cup 2017/18 (sponzorský název dle maďarské ropné a plynárenské společnosti MOL) nebo také Pohár FAČR je celkově 25. ročníkem českého fotbalového poháru, dříve hraného pod názvem Pohár Českomoravského fotbalového svazu a později pod názvem Ondrášovka Cup či Pohár České pošty. Soutěže se účastnily profesionální i amatérské fotbalové kluby z České republiky z různých pater systému fotbalových soutěží v ČR.
Soutěž odstartovala 13. července 2017 předkolovou fází utkáním Havlíčkův Brod - Polná. Trofej obhajoval Zlín.

## Formát soutěže
Všechna kola soutěže se v tomto ročníku hrála jednokolově.
Utkání se navíc již automaticky nehrála na hřišti celku z nižší soutěže. Mezi profesionální týmy z 1. a 2. ligy se v případě vzájemného utkání losovalo místo utkání (dříve hrál tým z nižší soutěže na domácím hřišti).
Počínaje čtvrtfinále neplatí ani toto pravidlo. Pokud tedy postoupil celek z 3. ligy nebo nižší soutěže do osmifinále, neměl zaručeno, že bude hrát utkání na domácí půdě. Místo utkání se losovalo.
Pokud zápas skončil remízou, následovalo prodloužení, až poté případný penaltový rozstřel. Toto pravidlo bylo zavedeno v předchozím ročníku.

## Podzimní část

### Předkolo
Této fáze soutěže se účastnilo celkem 78 týmů. Do předkola jsou nasazeny přihlášené týmy z divizí a vítězové krajských pohárů. Na vlastní žádost sem byl zařezen i tým 1. HFK Olomouc z MSFL.
Vítězové krajských pohárů
| - SK Střešovice 1911 - vítěz Pražského poháru - FK Komárov - vítěz Středočeského poháru - TJ Nová Včelnice - vítěz Jihočeského poháru - TJ Přeštice - vítěz Plzeňského poháru - zároveň postoupil do Divize - FK Nejdek - vítěz Karlovarského poháru - SK Brná - vítěz Ústeckého poháru - TJ Doksy - vítěz Libereckého poháru | - TJ Červený Kostelec - vítěz Královéhradeckého poháru - SK Spartak Slatiňany - vítěz Pardubického poháru - FC Slovan Havlíčkův Brod - vítěz Poháru Vysočiny - zároveň postoupil do Divize - AFK Tišnov - vítěz Jihomoravského poháru - zároveň postoupil do Divize - FC RAK Provodov - vítěz Zlínského poháru - TJ Sokol Ústí - vítěz Olomouckého poháru - zároveň postoupil do Divize - FK Bospor Bohumín - vítěz Moravskoslezského poháru - zároveň postoupil do Divize |

Zápasy předkola byly na programu 13.-16. července 2017.
| ČU | Domácí                                    | Výsledek       | Hosté                            |
| -- | ----------------------------------------- | -------------- | -------------------------------- |
| 1  | FC Slovan Havlíčkův Brod (IV)             | 0–1            | TJ Slavoj TKZ Polná (IV)         |
| 2  | TJ Přeštice (IV)                          | 1–6            | FC Slavia Karlovy Vary (IV)      |
| 3  | FK Hořovicko (IV)                         | 1–0            | SK Rakovník (IV)                 |
| 4  | SK Spartak Slatiňany (V)                  | 3–1            | FK Letohrad (IV)                 |
| 5  | FK Arsenal Česká Lípa (IV)                | 1–3            | FK Kolín (IV)                    |
| 6  | FC Nový Bor (IV)                          | 1–5            | FK Turnov (IV)                   |
| 7  | SK Tatran Ždírec nad Doubravou (IV)       | 3–0            | SFK Vrchovina (IV)               |
| 8  | 1. BFK Frýdlant nad Ostravicí (IV)        | 0–0 (2–4 pen.) | FK Nový Jičín (IV)               |
| 9  | TJ Sokol Ústí (IV)                        | 3–0            | FK Nové Sady (IV)                |
| 10 | SK Střešovice 1911 (VI)                   | 1–3            | FK Baník Souš (IV)               |
| 11 | FK Komárov (VI)                           | 1–2            | FC Viktoria Mariánské Lázně (IV) |
| 12 | TJ Nová Včelnice (V)                      | 0–1            | TJ Malše Roudné (IV)             |
| 13 | FK Nejdek (V)                             | 1–3            | FC Chomutov (IV)                 |
| 14 | FK Louny (IV)                             | 4–1            | FK Motorlet Praha (IV)           |
| 15 | TJ Doksy (V)                              | 0–2            | Sportovní sdružení Ostrá (IV)    |
| 16 | TJ Červený Kostelec (V)                   | 0-0 (5–4 pen.) | TJ Dvůr Králové nad Labem (IV)   |
| 17 | FK Čechie Vykáň (IV)                      | 2–1            | TJ Spartak Chrastava (IV)        |
| 18 | SK Brná (V)                               | 2–9            | FK Zbuzany 1953 (IV)             |
| 19 | FK Spartak Soběslav (IV)                  | 1–3            | TJ Tatran Sedlčany (IV)          |
| 20 | SK Petřín Plzeň (IV)                      | 1–2            | SK Klatovy 1898 (IV)             |
| 21 | FK Brandýs nad Labem (IV)                 | 0–5            | SK Vysoké Mýto (IV)              |
| 22 | SK Hrobce (IV)                            | 3–1            | TJ Tatran Rakovník (IV)          |
| 23 | FK Jiskra Mšeno - Jablonec nad Nisou (IV) | 3–2            | FK Kratonohy (IV)                |
| 24 | SK Aritma Praha (IV)                      | 0–2            | FK Čáslav (IV)                   |
| 25 | MFK Dobříš (IV)                           | 5–2            | SK Kladno (IV)                   |
| 26 | FK Neratovice-Byškovice (IV)              | 2–1            | FK Admira Praha (IV)             |
| 27 | MFK Trutnov (IV)                          | 0–2            | TJ Sokol Živanice (IV)           |
| 28 | FC RAK Provodov (V)                       | 2–2 (4–5 pen.) | FC TVD Slavičín (IV)             |
| 29 | FK Bospor Bohumín (IV)                    | 4–2            | FC Dolní Benešov (IV)            |
| 30 | AFK Tišnov (IV)                           | 5–4 prodl.     | FC Slovan Rosice (IV)            |
| 31 | FC Strání (IV)                            | 2–1            | TJ Slovan Bzenec (IV)            |
| 32 | FC Vsetín (IV)                            | 1–2            | FC Elseremo Brumov (IV)          |
| 33 | SK Hranice (IV)                           | 1–2            | FK Kozlovice (IV)                |
| 34 | TJ Sokol Tasovice (IV)                    | 2–1            | MSK Břeclav (IV)                 |
| 35 | FC Spartak Velká Bíteš (IV)               | 3–1            | FK Blansko (IV)                  |
| 36 | TJ Lokomotiva Petrovice (IV)              | 1–3 prodl.     | MFK Havířov (IV)                 |
| 37 | FK Šumperk (IV)                           | 1–3            | 1. HFK Olomouc (III)             |
| 38 | FK Jeseník (IV)                           | 2–2 (4–2 pen.) | SK Jiskra Rýmařov (III)          |
| 39 | HFK Třebíč (IV)                           | 0–6            | FSC Stará Říše (IV)              |

### 1. kolo
V tomto kole do soutěže vstoupily týmy Fotbalové národní ligy (II), ČFL (III) a MSFL (III).
Zápasy 1. kola byly na programu 19.-23. července 2017.
| ČU | Domácí                                    | Výsledek       | Hosté                            |
| -- | ----------------------------------------- | -------------- | -------------------------------- |
| 40 | FK Jeseník (IV)                           | 2–4            | SFC Opava (II)                   |
| 41 | FC Viktoria Mariánské Lázně (IV)          | 1–4            | FK Viktoria Žižkov (II)          |
| 42 | MFK Havířov (IV)                          | 3–7            | FK Fotbal Třinec (II)            |
| 43 | SK Spartak Slatiňany (V)                  | 1–3            | MFK Chrudim (III)                |
| 44 | FK Meteor Praha VIII (IV)                 | 1–4            | FC Sellier & Bellot Vlašim (II)  |
| 45 | AFK Tišnov (IV)                           | 3–4            | SK Spartak Hulín (III)           |
| 46 | FK Zbuzany 1953 (IV)                      | 2–3            | FC Písek (III)                   |
| 47 | Sportovní sdružení Ostrá (IV)             | 0–0 (1–2 pen.) | SK Zápy (III)                    |
| 48 | FK Mohelnice (III)                        | 1–3            | 1. SK Prostějov (III)            |
| 49 | 1. HFK Olomouc (III)                      | 2–0            | MFK Frýdek-Místek (II)           |
| 50 | FC Spartak Velká Bíteš (IV)               | 0–3            | MFK Vyškov (III)                 |
| 51 | FK Nový Jičín (IV)                        | 2–3            | MFK Vítkovice (II)               |
| 52 | FK Kozlovice (IV)                         | 3–0            | SK Uničov (III)                  |
| 53 | SK Tatran Ždírec nad Doubravou (IV)       | 1–0            | FC Velké Meziříčí (III)          |
| 54 | FC Elseremo Brumov (IV)                   | 0–3            | TJ Valašské Meziříčí (III)       |
| 55 | FK Bospor Bohumín (IV)                    | 0–4            | FC Odra Petřkovice (III)         |
| 56 | TJ Slavoj TKZ Polná (IV)                  | 0–3            | 1. SC Znojmo (II)                |
| 57 | TJ Sokol Ústí (IV)                        | 1–2            | FC Hlučín (III)                  |
| 58 | FC TVD Slavičín (IV)                      | 6–0            | FC Viktoria Otrokovice (III)     |
| 59 | FK Kolín (IV)                             | 1–3            | TJ Jiskra Ústí nad Orlicí (III)  |
| 60 | FK Turnov (IV)                            | 3–2            | SK Benátky nad Jizerou (III)     |
| 61 | MFK Dobříš (IV)                           | 1–0            | FK Litoměřicko (III)             |
| 62 | TJ Malše Roudné (IV)                      | 0–5            | SK Benešov (III)                 |
| 63 | FK Hořovicko (IV)                         | 1–4            | FK TJ Štěchovice (III)           |
| 64 | TJ Sokol Živanice (IV)                    | 0–0 (3–2 pen.) | FK Olympia Praha (II)            |
| 65 | SK Hrobce (IV)                            | 2–3            | SK Sokol Brozany (III)           |
| 66 | FK Čáslav (IV)                            | 1–2            | 1. FK Příbram (II)               |
| 67 | FK Neratovice-Byškovice (IV)              | 0–2            | SK Převýšov (III)                |
| 68 | 1. FC Karlovy Vary (IV)                   | 0–3            | FK Králův Dvůr (III)             |
| 69 | TJ Tatran Sedlčany (IV)                   | 0–5            | FC MAS Táborsko (II)             |
| 70 | FK Jiskra Mšeno - Jablonec nad Nisou (IV) | 4–2            | FK Dobrovice (III)               |
| 71 | SK Klatovy 1898 (IV)                      | 1–4            | TJ Jiskra Domažlice (III)        |
| 72 | FK Čechie Vykáň (IV)                      | 0–4            | FK Ústí nad Labem (II)           |
| 73 | FK Baník Souš (IV)                        | 0–3            | FK Varnsdorf (II)                |
| 74 | FK Seko Louny (IV)                        | 0–7            | FK Baník Sokolov (II)            |
| 75 | TJ Slovan Velvary (IV)                    | 1–0            | SK Dynamo České Budějovice (II)  |
| 76 | SK Český Brod (IV)                        | 3–4            | FK Loko Vltavín (III)            |
| 77 | FC Strání (IV)                            | 3–5            | SK Hanácká Slavia Kroměříž (III) |
| 78 | SK Vysoké Mýto (IV)                       | 1–2            | FK Pardubice (II)                |
| 79 | FC Chomutov (IV)                          | 1–2            | FK Slavoj Vyšehrad (III)         |
| 80 | TJ Červený Kostelec (V)                   | 1–7            | FC Hradec Králové (II)           |
| 81 | TJ Sokol Tasovice (IV)                    | 1–4            | FK Hodonín (III)                 |
| 82 | FSC Stará Říše (IV)                       | 0–3            | SK Líšeň (III)                   |

### 2. kolo
Z 1. kola postoupilo celkem 43 týmů + 11 týmů, hrajících HET ligu 2017/18, bylo nasazeno přímo. Do 2. kola se dostalo 13 týmů reprezentujících Fotbalovou národní ligu. V 1. kole vypadly FK Olympia Praha, SK Dynamo České Budějovice a MFK Frýdek-Místek
Zápasy 2. kola byly na programu od 2. srpna 2017. Začátky utkání byly různé.
Zápasů 2. kola se již účastnilo i 11 zástupců HET ligy, kteří všichni plnili roli hostujícího týmu. Jediným, kdo nepostoupil do 3. kola, byla Zbrojovka Brno, která podlehla 1. HFK Olomouc 1–2.
Nasazené týmy do 2. kola
| - FC Zbrojovka Brno - FC Baník Ostrava - Bohemians Praha 1905 - FK Dukla Praha - FK Jablonec - MFK Karviná | - SK Sigma Olomouc - 1. FC Slovácko - FC Slovan Liberec - FK Teplice - FC Vysočina Jihlava |

Legenda:
|  | Tým postupující do dalšího kola.                      |
|  | Prvoligový tým vyřazený týmem z nižší ligové soutěže. |

| ČU  | Domácí                                   | Výsledek       | Hosté                            |
| --- | ---------------------------------------- | -------------- | -------------------------------- |
| 83  | FK Slavoj Vyšehrad (III)                 | 1–2 prodl.     | FC Sellier & Bellot Vlašim (II)  |
| 84  | TJ Jiskra Domažlice (III)                | 2–0            | MFK Chrudim (III)                |
| 85  | FK Turnov (IV)                           | 1–3            | FK Ústí nad Labem (II)           |
| 86  | Slovan Velvary (IV)                      | 0–1            | FC Hradec Králové (II)           |
| 87  | FC Odra Petřkovice (III)                 | 1–1 (2–4 pen.) | 1. SC Znojmo (II)                |
| 88  | FC Hlučín (III)                          | 1–3 prodl.     | SK Sigma Olomouc                 |
| 89  | FK Hodonín (III)                         | 1–0            | MFK Vítkovice (II)               |
| 90  | SK Benešov (III)                         | 1–5            | Bohemians Praha 1905             |
| 91  | 1. HFK Olomouc (III)                     | 2–1            | FC Zbrojovka Brno                |
| 92  | SK Sokol Brozany (III)                   | 0–4            | FK Viktoria Žižkov (II)          |
| 93  | FC Písek (III)                           | 2–2 (5–4 pen.) | FK Pardubice (II)                |
| 94  | FK Králův Dvůr (III)                     | 1–2            | FC MAS Táborsko (II)             |
| 95  | TJ Sokol Živanice (IV)                   | 1–0            | FK Varnsdorf (II)                |
| 96  | FK Jiskra Mšeno - Jablonec nad Nisou (V) | 1–4            | FK Jablonec                      |
| 97  | SK Zápy (III)                            | 2–4            | FK Baník Sokolov (II)            |
| 98  | SK Převýšov (III)                        | 0–2            | FK Dukla Praha                   |
| 99  | FK Loko Vltavín (III)                    | 2–3            | FK Teplice                       |
| 100 | TJ Jiskra Ústí nad Orlicí (III)          | 1–1 (4–5 pen.) | 1. FC Slovácko                   |
| 101 | FC TVD Slavičín (IV)                     | 0–2            | MFK Karviná                      |
| 102 | SK Tatran Ždírec nad Doubravou (V)       | 0–4            | FK Fotbal Třinec (II)            |
| 103 | SK Spartak Hulín (III)                   | 0–5            | FC Baník Ostrava                 |
| 104 | FK Kozlovice (IV)                        | 0–2            | SK Hanácká Slavia Kroměříž (III) |
| 105 | TJ Valašské Meziříčí (III)               | 3–1            | SK Líšeň (III)                   |
| 106 | FK TJ Štěchovice (III)                   | 1–3            | 1. FK Příbram (II)               |
| 107 | MFK Dobříš (IV)                          | 0–3            | FC Slovan Liberec                |
| 108 | 1. SK Prostějov (III)                    | 1–3            | SFC Opava (II)                   |
| 109 | MFK Vyškov (III)                         | 1–4            | FC Vysočina Jihlava              |

### 3. kolo
Třetí kolo bylo posledním kolem, kam byly týmy nasazeny bez předchozího postupu pohárovou soutěží. Z 2. kola postoupilo celkem 27 týmů + 4 nejlepší týmy ePojisteni.cz ligy 2016/17 a obhájce vítězství v MOL Cupu, kteří v tomto ročníku zároveň působily v Evropských pohárech, byly nasazeny přímo.
Do 3. kola se probojovalo či bylo nasazeno 15 týmů z 1. ligy, 10 týmů ze 2. ligy (II), 6 týmů z ČFL či MSFL (III) a TJ Sokol Živanice, působící v Divizi C (IV).
Zápasy 3. kola byly na programu v řádném termínu 20. září 2017 od 17:00.
Nasazené týmy do 3. kola
| - SK Slavia Praha - FC Viktoria Plzeň - AC Sparta Praha - FK Mladá Boleslav - FC Fastav Zlín |

Legenda:
|  | Tým postupující do dalšího kola.                      |
|  | Prvoligový tým vyřazený týmem z nižší ligové soutěže. |

| ČU  | Domácí                           | Výsledek       | Hosté                           |
| --- | -------------------------------- | -------------- | ------------------------------- |
| 110 | TJ Sokol Živanice (IV)           | 0–8            | SK Sigma Olomouc                |
| 111 | FK Hodonín (III)                 | 0–4            | FC Slovan Liberec               |
| 112 | 1. HFK Olomouc (III)             | 1–8            | FC Hradec Králové (II)          |
| 113 | TJ Jiskra Domažlice (III)        | 3–2            | FK Dukla Praha                  |
| 114 | TJ Valašské Meziříčí (III)       | 0–6            | FC Baník Ostrava                |
| 115 | SK Hanácká Slavia Kroměříž (III) | 0–4            | MFK Karviná                     |
| 116 | FC Písek (III)                   | 0–2            | FC Fastav Zlín                  |
| 117 | FK Mladá Boleslav                | 3–0            | 1. FK Příbram (II)              |
| 118 | SK Slavia Praha                  | 5–1            | FK Fotbal Třinec (II)           |
| 119 | FC Viktoria Plzeň                | 4–1            | SFC Opava (II)                  |
| 120 | 1. SC Znojmo (II)                | 0–1            | AC Sparta Praha                 |
| 121 | FK Jablonec                      | 2–1            | FK Viktoria Žižkov (II)         |
| 122 | FC Vysočina Jihlava              | 1–0            | FK Baník Sokolov (II)           |
| 123 | FC MAS Táborsko (II)             | 3–4            | FK Teplice                      |
| 124 | FK Ústí nad Labem (II)           | 0–2            | 1. FC Slovácko                  |
| 125 | Bohemians Praha 1905             | 2–2 (3–4 pen.) | FC Sellier & Bellot Vlašim (II) |

### Osmifinále
| ČU  | Domácí                          | Výsledek       | Hosté                  |
| --- | ------------------------------- | -------------- | ---------------------- |
| 126 | FC Slovan Liberec               | 5–3 pp         | MFK Karviná            |
| 127 | FC Vysočina Jihlava             | 1–3            | SK Slavia Praha        |
| 128 | AC Sparta Praha                 | 2–2 (2–4 pen.) | FC Baník Ostrava       |
| 129 | FC Sellier & Bellot Vlašim (II) | 1–1 (3–5 pen.) | FC Fastav Zlín         |
| 130 | TJ Jiskra Domažlice (III)       | 2–4            | FK Mladá Boleslav      |
| 131 | FK Teplice                      | 2–3            | FC Hradec Králové (II) |
| 132 | SK Sigma Olomouc                | 3–4            | FK Jablonec            |
| 133 | FC Viktoria Plzeň               | 2–3 pp         | 1. FC Slovácko         |

### Čtvrtfinále
| ČU  | Domácí                 | Výsledek       | Hosté             |
| --- | ---------------------- | -------------- | ----------------- |
| 134 | SK Slavia Praha        | 2–0            | FC Slovan Liberec |
| 135 | FK Mladá Boleslav      | 1–1 (5–4 pen.) | FC Baník Ostrava  |
| 136 | FC Hradec Králové (II) | 0–2            | FC Fastav Zlín    |
| 137 | FK Jablonec            | 3–1            | 1. FC Slovácko    |

### Semifinále
| ČU  | Domácí          | Výsledek | Hosté             |
| --- | --------------- | -------- | ----------------- |
| 138 | FC Fastav Zlín  | 0–1      | FK Jablonec       |
| 139 | SK Slavia Praha | 2 - 0    | FK Mladá Boleslav |

### Finále
Hrálo se na stadionu Mladé Boleslavi. Vítěz poháru měl postoupit přímo do základní skupiny Evropské ligy UEFA 2018/19, ale vzhledem k tomu, že Slavia skončila v lize 2., tak postup do skupiny EL přešel na 3. tým ligy Jablonec.
| ČU  | Domácí          | Výsledek | Hosté       |
| --- | --------------- | -------- | ----------- |
| 140 | SK Slavia Praha | 3 - 1    | FK Jablonec |